# Delias kuehni
Delias kuehni is een vlindersoort uit de familie van de Pieridae (witjes), onderfamilie Pierinae.
De wetenschappelijke naam van de soort werd voor het eerst geldig gepubliceerd in 1887 door Honrath.